# 公孫竭
公孫竭（?—?），战国时期秦国官员。
公孙竭参与陰君之事，之后又向相国樗里疾告发此事，在秦国于是封他当了五大夫。他的功劳并不是不大，人们鄙夷他靠告密立功，于是不让他进入赵国、卫国、魏国三国国都。《吕氏春秋》列举不义而趋利的人物将公孙竭与公孙鞅、郑平、续经并称。